# Košarkaški savez Vojvodine
Košarkaški savez Vojvodine (KSV) predstavlja regionalnu sportsku organizaciju koja upravlja razvojem košarke na teritoriji Vojvodine. Sa sedištem u Novom Sadu, savez organizuje regionalna takmičenja, pruža podršku klubovima i sprovodi programe usmerene na razvoj mladih talenata.

## Istorija
KSV je osnovan kao deo šire inicijative za organizaciju košarke u tadašnjoj Jugoslaviji. Tokom svog postojanja, savez je bio ključan u formiranju ligaških sistema i razvoju infrastrukture za košarku u Vojvodini. Savez je usko sarađivao sa nacionalnim savezima, a kroz svoju istoriju podržao je osnivanje i rad mnogih klubova u regionu.

## Osnovne aktivnosti
- Organizacija liga i turnira za seniore i mlađe kategorije.
- Edukacija trenera, sudija i ostalih sportskih stručnjaka.
- Podrška košarkaškim klubovima u vidu resursa i promocije.[2]

## Takmičenja
KSV organizuje i koordinira sledeće lige i turnire:
- Seniorska liga Vojvodine.
- Juniorske, kadetske i pionirske lige.
- Regionalna kup takmičenja i prijateljske turnire.

## Eksterni linkovi
Zvanični sajt Saveza